# Podatek tonażowy w Polsce
Podatek tonażowy w Polsce – podatek nakładany na niektóre dochody lub przychody osiągane przez armatorów eksploatujących morskie statki handlowe w żegludze międzynarodowej. Ustanowiony ustawą z dnia 24 sierpnia 2006 r. o podatku tonażowym. Wysokość tego nominalnie dochodowego podatku nie zależy od bieżących zysków czy strat armatora, lecz dochód oblicza się w sposób zryczałtowany w zależności od tonażu. Podstawą opodatkowania jest dochód pomniejszony o składki na ubezpieczenie społeczne. Stawka podatku wynosi 19%.

## Podmiot opodatkowania
Zgodnie z art. 3 ustawy o podatku tonażowym opodatkowaniu podatkiem tonażowym podlegają armatorzy prowadzący działalność polegającą na świadczeniu usług w żegludze międzynarodowej, z wykorzystaniem statków o pojemności brutto powyżej 100 GT każdy, w zakresie:
1. transportu ładunków lub pasażerów,
2. holowania pełnomorskiego, pod warunkiem że co najmniej 50% przychodów z działalności faktycznie wykonywanej w ciągu roku przez holownik stanowią przychody uzyskane z usługi holowania innego niż holowanie do portu i z portu oraz w granicach portu,
3. ratownictwa pełnomorskiego,
4. pogłębiania, pod warunkiem że co najmniej 50% przychodów z całości działalności faktycznie wykonywanej w ciągu roku przez pogłębiarkę stanowią przychody z transportu wydobytych materiałów na pełnym morzu.

## Przedmiot opodatkowania
Przedmiotem opodatkowania jest działalność armatorów polegająca na:
1. dzierżawie i użytkowaniu kontenerów,
2. prowadzeniu działalności załadunkowej, rozładunkowej i naprawczej,
3. prowadzeniu terminali pasażerskich,
4. sprzedaży towarów lub usług na pokładzie statku pasażerskiego i pasażersko-towarowego w celu ich wykorzystania na pokładzie statku,
5. prowadzeniu działalności kantorowej na pokładzie statku pasażerskiego i pasażersko-towarowego,
6. dowozu lądowego i morskiego ładunków lub pasażerów,
7. przewozu ładunków lub pasażerów w transporcie multimodalnym,
8. zarządu nad statkami,
9. świadczeniu usług agentów i maklerów morskich, usług brokerskich i usług agencji zatrudniania, związanych z załogą statku,
10. działalności polegającej na wynajmie, dzierżawie lub wyczarterowaniu statku

Opodatkowaniu podatkiem tonażowym nie podlega działalność w zakresie:
1. poszukiwań, badań geologicznych oraz wydobycia zasobów mineralnych z dna morskiego;
2. rybołówstwa lub przetwórstwa rybnego;
3. budowy portów morskich, budowy i remontu infrastruktury portowej lub urządzeń portowych;
4. budowy elektrowni wiatrowych;
5. budowy rurociągów przesyłowych na dnie morza;
6. budowy dróg wodnych lub pogłębiania dna dróg i zbiorników wodnych;
7. prac podwodnych;
8. świadczenia usług pilotowych w granicach portów morskich;
9. żeglugi pasażerskiej w granicach portów i przystani morskich;
10. edukacji, badań naukowych, sportu lub transportu rekreacyjnego;
11. eksploatacji statków stale zakotwiczonych lub zacumowanych, które nie posiadają zdolności żeglugowej.

## Podstawa
Podstawę opodatkowania podatkiem tonażowym stanowi dochód armatora z działalności będącej przedmiotem opodatkowania oraz działalności polegającej na świadczeniu usług w żegludze międzynarodowej. Podstawa opodatkowania ulega obniżeniu o kwotę składek określonych w ustawie z dnia 13 października 1998 r. o systemie ubezpieczeń społecznych (Dz.U. z 2025 r. poz. 350) zapłaconych w roku podatkowym bezpośrednio przez armatora będącego osobą fizyczną lub armatora będącego osobą fizyczną będącą wspólnikiem spółki osobowej na własne ubezpieczenia emerytalne, rentowe, chorobowe oraz wypadkowe oraz osób z nim współpracujących. Obniżenie to jest zbliżone do obniżenia podatku dochodowego od osób prawnych, z tego powodu może być stosowane obniżenie stawki zgodnie z procedurami podatku dochodowego.

## Stawki
W przeciwieństwie do podatku dochodowego od osób prawnych, podatek tonażowy jest niezależny od dochodu uzyskiwanego przez podatnika. Dobowa zryczałtowana stawka dochodu ustalana jest w zależności od pojemności netto statku od każdych 100 NT, według stawek wyrażonych w euro, określonych poniżej:
| Lp. | Pojemność netto statku | Stawki do obliczenia dochodu                |
| --- | ---------------------- | ------------------------------------------- |
| 1.  | do 1000 NT             | 0,5 euro za każde 100 NT                    |
| 2.  | od 1001 do 10 000 NT   | 0,35 euro za każde 100 NT powyżej 1000 NT   |
| 3.  | od 10 001 do 25 000 NT | 0,20 euro za każde 100 NT powyżej 10 000 NT |
| 4.  | od 25 001 NT           | 0,10 euro za każde 100 NT powyżej 25 000 NT |

Wysokość podatku w złotych ustala się na podstawie średniego kursu NBP ogłoszonego w ostatnim dniu miesiąca, za który stawka jest rozliczana.
Podatek tonażowy wynosi 19% podstawy opodatkowania.

## Zwolnienia, ulgi i wyłączenia
Ustawa o podatku tonażowym nie daje żadnych zwolnień, ulg oraz wyłączeń. Podatek tonażowy jest podatkiem alternatywnym wobec podatku dochodowego od osób prawnych oraz fizycznych, stąd ewentualne zwolnienia, ulgi i wyłączenia zawierają się w podatku dochodowym.

## Rozliczenie

### Płatności
Armator jest zobowiązany do płatności comiesięcznej kwoty zaliczki do urzędu skarbowego, którym kieruje naczelnik urzędu skarbowego właściwy w sprawach podatku tonażowego, w terminie do 20 dnia każdego miesiąca za miesiąc poprzedni, a za grudzień – w terminie złożenia zeznania.

### Deklaracja i wykaz
Deklarację podatku tonażowego należy złożyć do 31 stycznia roku następnego do odpowiedniego urzędu skarbowego. Podatnik rozliczający się z podatku tonażowego powinien prowadzić wykaz środków trwałych oraz wartości niematerialnych i prawnych.

## Wpływ do budżetu
W 2010 wpływ do budżetu z tytułu podatku tonażowego wyniósł 3 tysiące złotych co stanowiło ok. 0,000001% dochodu budżetu państwa. W 2011 wpływ wzrósł do 10 tysięcy złotych, czyli ok. 0,000003% dochodów. Podatek ten ma najmniejszy udział w budżecie. W 2014 r. ustawa budżetowa zakładała wpływ z tytułu tego podatku na poziomie 7 tys. zł, zaś faktycznie wpłynął 1 tys. zł.